# Слав Хр. Караславов (награда)
Националната литературна награда за поезия „Слав Хр. Караславов“ е учредена през 2004 г. от Съюза на българските писатели и Община Първомай.
Макар да е обявена като национална, по същество наградата е тясно организационна; връчвана е единствено на членуващи в СБП поети. Досега не е връчвана на жена.
Присъжда се за поетични книги, публикувани през предходните две години. Наградата включва диплом, парична сума и плакет със знака на града. Връчва се на всяка нечетна година през месец октомври.

## Наградени автори и творби
- 2005 – Пламен Киров за стихосбирката „Аз – кръстопътен“ (Жури с председател Николай Петев – председател на Съюза на българските писатели.)
- 2007 – Славимир Генчев за стихосбирката „Цветоглед“.[1]
- 2009 – Николай Шопов и съпътстваща специална награда за творчески постижения на 23-годишна поетеса Елица Мавродинова (Жури с председател Николай Петев и членове Воймир Асенов от СБП и представителите от община Първомай Петя Георгиева, Красимира Славова, Маргарита Стайкова.)[2]
- 2011 – Анибал Радичев за стихосбирката „Време за пируване“ (Жури с председател Николай Петев – председател на Съюза на българските писатели, и членове Румен Балабанов – главен редактор на вестник „Словото днес“, Петя Георгиева, Красимира Славова и Маргарита Стайкова.)[3]
- 2013 – Иван Матанов за стихосбирката „Не споменавай морето“ (Жури с председател Благовеста Касабова – член на УС на СБП, и членове поетът Петър Андасаров, Добринка Вангелова – учител по български език и литература, Красимира Славова – журналист и писател, и Емилия Ангелова – библиотекар.)[4]
- 2015 – Димитър Христов[5]
- 2017 – Боян Ангелов[6]
- 2019 – Николай Дойнов[7]
- 2021 – Димитър Милов[8]
- 2023 – Матей Шопкин[9]